# Ніа Санчес
Ніа Темпл Санчес (англ. Nia Temple Sanchez; рід. 15 лютого 1990 року) — американська модель, телеведуча, тренерка з тхеквондо і переможниця Міс США 2014. Перша представниця штату Невада, яка стала переможницею в національному конкурсі краси.

## Біографія
Народилася в місті Сакраменто, штат Каліфорнія. 15 лютого 1990 року в сім'ї Девіда Санчеса, сина ветерана війни, народився на військовій базі в Німеччині, і матері Ніколь Санфорд, народилася на військовій базі в Ірані. Її дід по батьківській лінії, Уілбур Санчес мексиканець і її бабуся по батьківській лінії німкеня, має також іспанські та інші європейські корені. Її батьки розлучилися, коли їй було 6 років і вона тривалий час жила в жіночому притулку з матір'ю. Коли їй було 8 років, вона і її брат Девід переїхали в місто Меніфі з батьком. Закінчила Paloma Valley High School в 2008 році.
Має четвертий дан чорного поясу по тхеквондо, почала займатися цим мистецтвом з 8 років. Стала першою переможницею, фото якої з'явилося на обкладинці журналу Tae Kwon Do Times. Також вивчала джаз і балет протягом п'яти років. В 17 років відвідала Кенію і після закінчення середньої школи, вона працювала нянею в Європі. Відвідала 12 країн до перемоги на Міс Невада. Провела три місяці в Мексиці. В 2012 році, пропрацювала сім місяців в Гонконзькому Діснейленді, де грала ролі кількох Діснеївських принцес.
Почала зустрічатися з актором Деніелем Буко до перемоги на Міс Невада. У жовтні 2014 року він зробив пропозицію. Одружилися 17 жовтня 2015 року в місті Темекула, штат Каліфорнія.

## Конкурс краси
В 13 років уперше брала участь у конкурсі краси «Міс San Jacinto Valley». У 19 років здобула перемогу в «Міс Citrus Valley» Ця перемога дозволила брати участь в іншому конкурсі краси «Miss America Latina».

### Міс Каліфорнія
У 2010 році взяла участь в Міс Каліфорнія (як Miss Citrus Valley USA), де стала Другою Віце Міс з 133 учасниць. Здобула перемогу в Miss Riverside County USA 2011 і Miss Hollywood USA 2012, призвели до невдалого результату Міс Каліфорнія USA.

### Міс Невада
Як переможниця Miss South Las Vegas USA, отримала корону Міс Невада з рук Челсі Касвелл, 12 січня 2014 року, який проходив в Artemus W. Ham Concert Hall, University of Nevada, Las Vegas. Виграла титул при першій спробі.

### Міс США 2014
Представляла штат Невада на національному конкурсі краси Міс США 2014, який проходив в Батон-Руж, штат Луїзіана. Отримала корону з рук попередньої переможниці Ерін Бреді, яка представляла штат Коннектикут. Під час заключної частини конкурсу, їй було поставлено питання суддею Румер Вілліс про високий рівень сексуального насильства серед бакалаврів жінок. Вона відповіла, що важливо бути в змозі захистити себе. Вона була першою учасницею від штату Невада, яка виграла національний конкурс краси і четвертої латино-американкою після Лаура Херрінг, Ліннетт Коул і Сьюзі Кастільо.

### Міс Всесвіт 2014
Представляла країну на Міс Всесвіт 2014, який відбувся на FIU Arena, на території Флоридського міжнародного університету в Дорал, Маямі, Флорида і стала Першою Віце Міс.